# Llorenç Matamala i Piñol

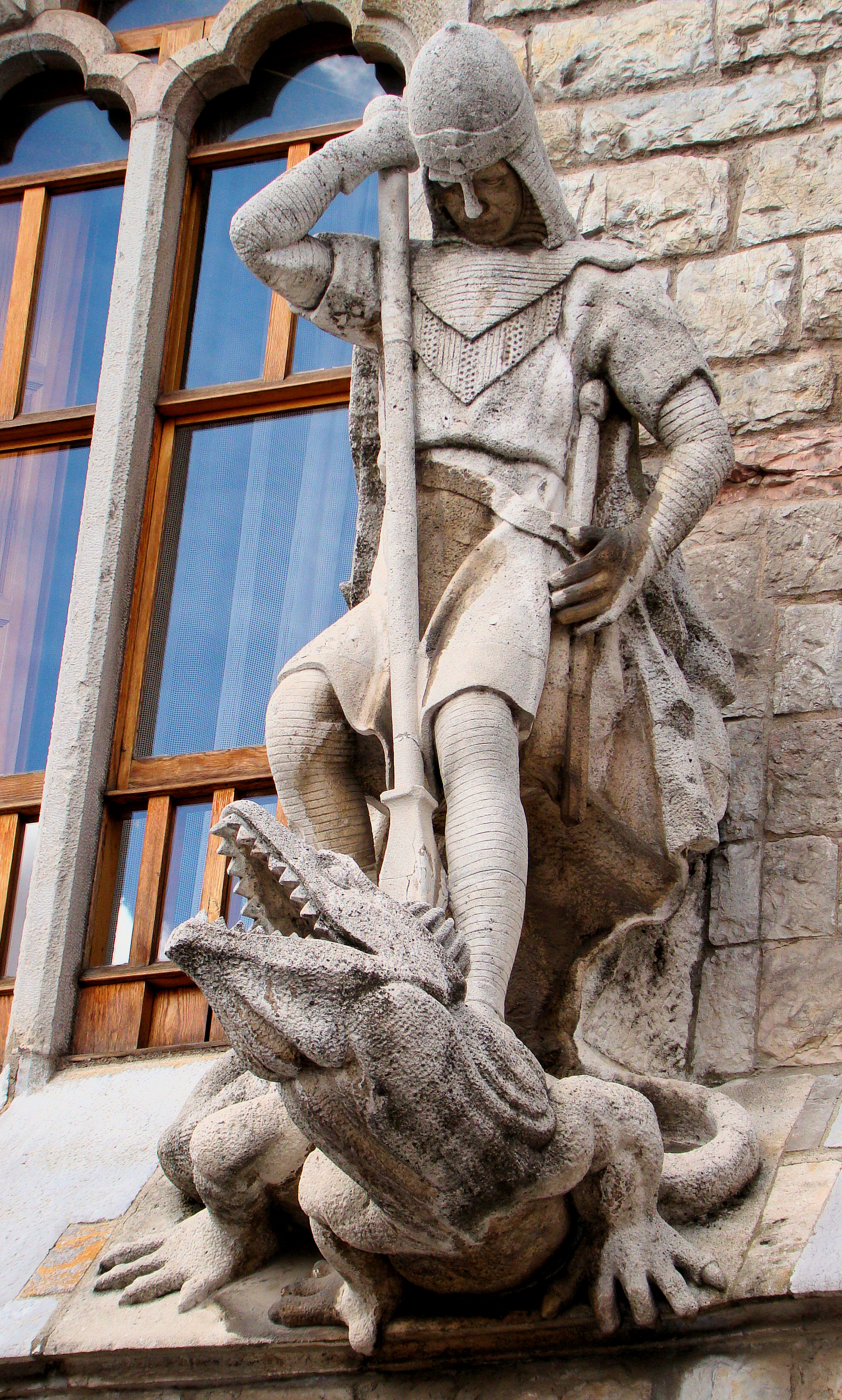
Escultura de Sant Jordi i el drac, a la Casa de los Botines, obra de Llorenç Matamala

Llorenç Matamala i Piñol (Sant Fruitós de Bages, 1856 - Barcelona, 29 de juliol de 1927) fou un escultor català.
Va ser deixeble i gendre de l'escultor Joan Flotats, amb el qual va treballar a la decoració escultòrica del Parc de la Ciutadella, i va estudiar a l'Escola de la Llotja de Barcelona. Col·laborador i amic de joventut d'Antoni Gaudí, el va ajudar a la Sagrada Família, on era cap de l'equip d'escultors, realitzant nombroses obres seguint les directrius marcades per Gaudí. També col·laborà a la Casa de los Botines. Va ser pare del també escultor Joan Matamala i Flotats.

## Obres de Matamala

### A la Sagrada Família
- Àngels trompeters, Jesús treballant de fuster, Jesús predicant al temple, El savi i el Nen Jesús, Família de Jesús, Mort dels Sants Innocents, La fugida a Egipte (en col·laboració amb Carles Mani), Sant Zacaries, Sant Joan predicant, Immaculada Concepció, Casament de Josep i Maria, Coronació de Maria, La barca de Sant Josep, La presentació de Jesús al temple i Visitació (façana del Naixement).
- Mare de Déu amb el Nen, Mort del Just, Temptació de la Dona i Temptació de l'Home (Portal del Roser).
- Sant Maties, Sant Judes Tadeu, Sant Simó i Sant Bernabé (campanars del Naixement).

### A la Casa Botines
- Sant Jordi i el drac, a la façana principal de la Casa Botines de la ciutat de Lleó[3]